# 아줌마
아줌마 또는 아주머니는 중년의 여성을 일컫는 호칭이다. 또한 결혼한 여자를 평범하게 부르는 말이기도 하다. 그러나 현재는 아줌마, 아주머니란 단어의 부정적인 인식이 희석되고 있다.

## 같이 보기
- 아저씨
- 아가씨